# أليكس مكينون (لاعب كرة قاعدة)
أليكس مكينون (بالإنجليزية: Alex McKinnon)‏ هو لاعب كرة قاعدة أمريكي، ولد في 14 أغسطس 1856 في بوسطن في الولايات المتحدة، وتوفي في 24 يوليو 1887 في Charlestown, Boston ‏ في الولايات المتحدة.

## وصلات خارجية
- أليكس مكينون على موقعبيزبول رفرنس.كوم (الدوري الرئيسي) (الإنجليزية)
- أليكس مكينون على موقعبيزبول رفرنس.كوم (الدوري الثانوي) (الإنجليزية)